# 美丹馬場

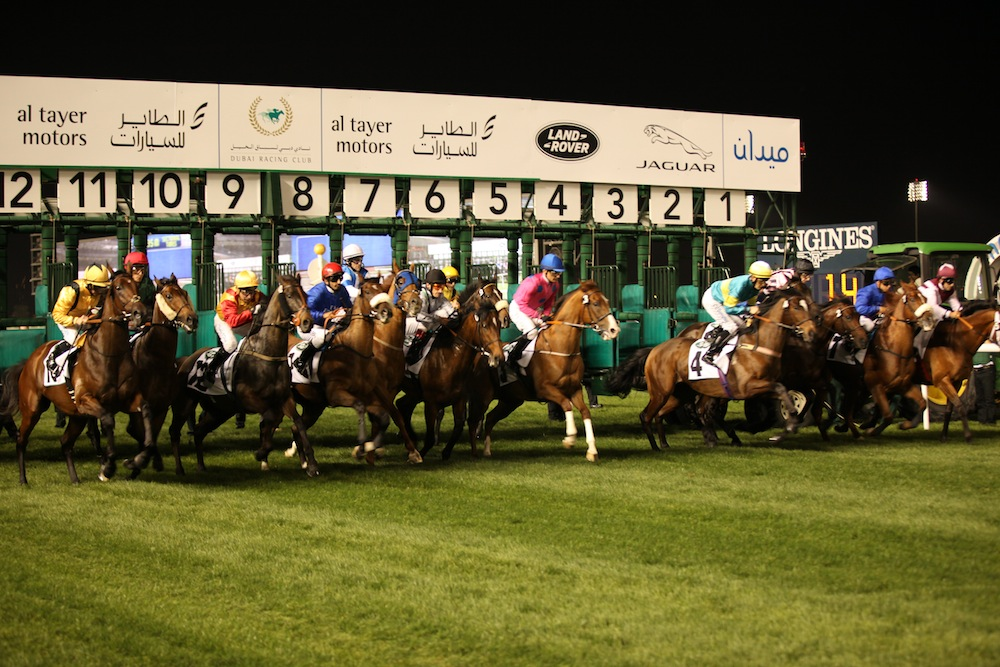
馬匹於美丹馬場草地跑道出閘

美丹馬場（英語：Meydan Racecourse）是阿拉伯聯合酋長國杜拜的主要賽馬場地，可容納6萬名觀眾。2010年1月28日啟用，以取代2009年拆卸的詩柏馬場。

## 設備

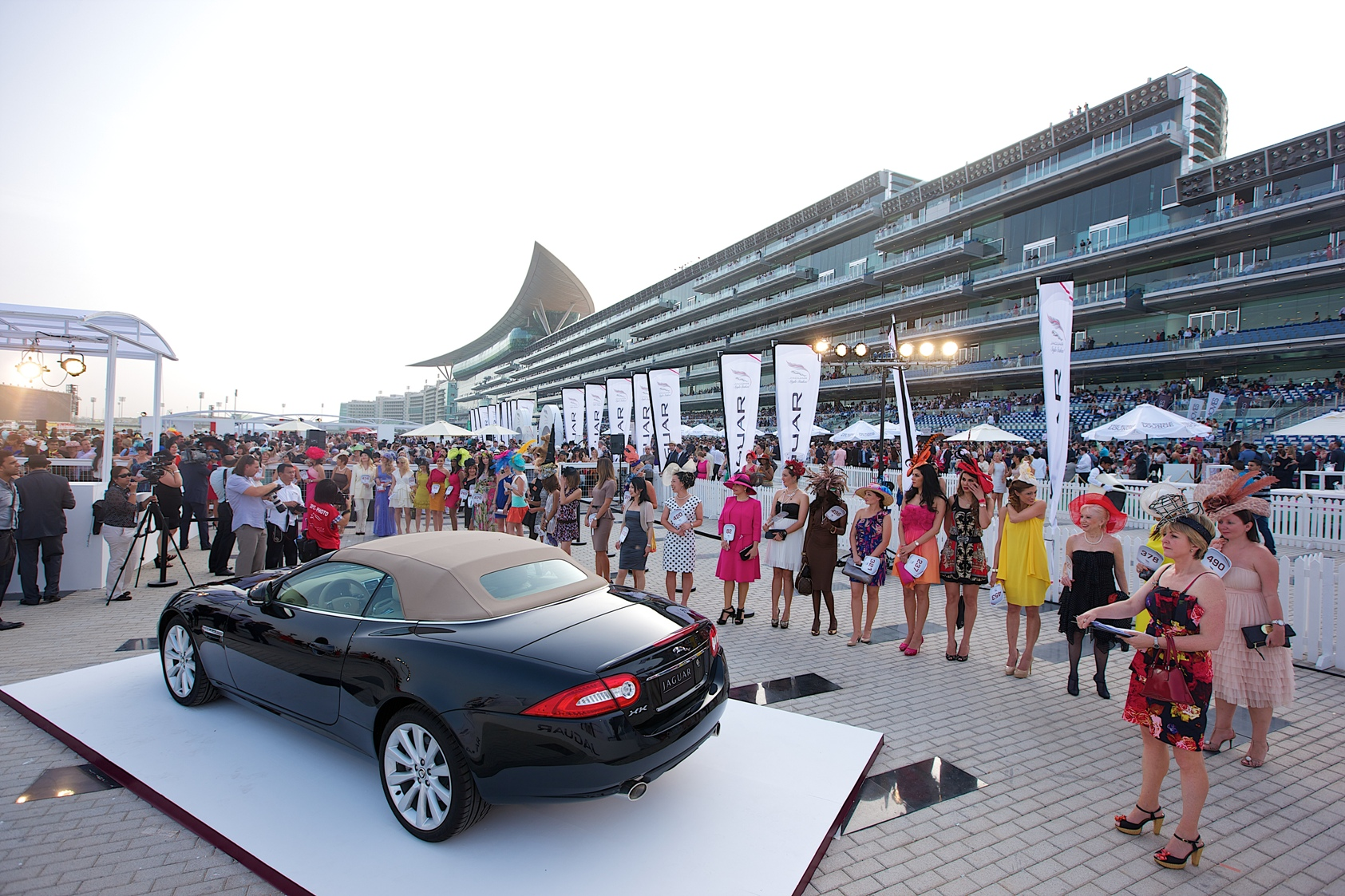
美丹馬場的看台

整個馬場連同比鄰的美丹城發展計劃，佔地達6700萬平方尺。看台全長1600米、設有餐廳、酒店及賽馬博物館等。美丹城發展計劃包括商業會議設施、285房間的五星級酒店、9洞哥爾夫球場等。

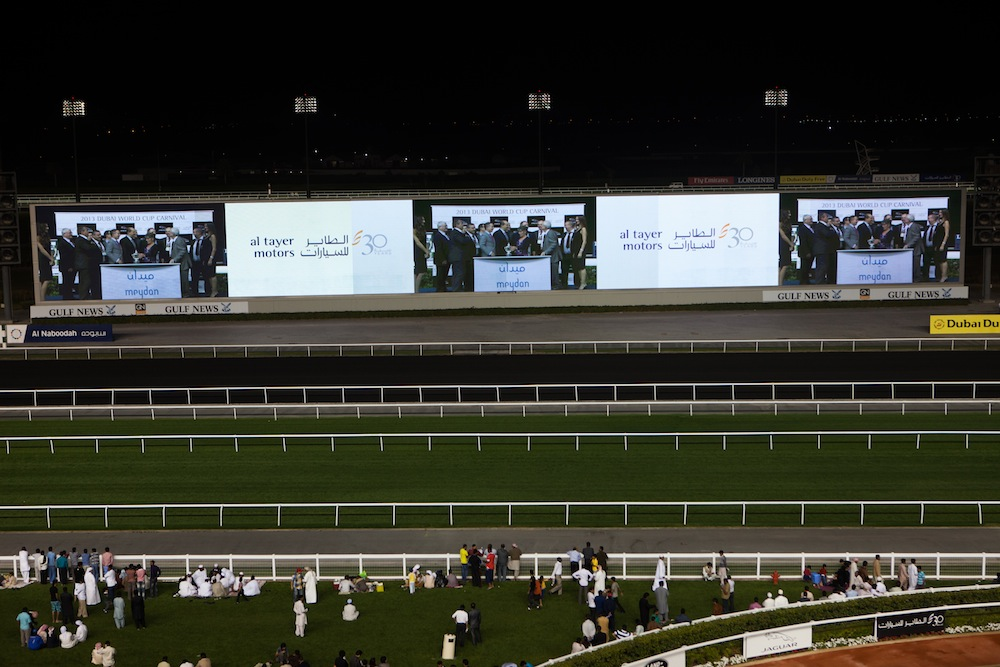
美丹馬場的彩色大螢幕

場内彩色大螢幕為日本三菱電機製造，高10.88米、闊107.52米、面積約1,169.8平方米、以單面一幅計算、是世界最大、最長的影像裝置。

## 賽道
美丹馬場自2010年起啟用，設草地及泥地兩條以左轉方向競逐的跑道。
置於外圈的草地跑道，圈長2400米，闊約30米，看台大直路則達450米，偌大遼闊，屬無甚偏差的公平賽道。這草地跑圈亦設有兩條輔助跑道：由對面直路開端伸延的一條，供1800米至2000米的途程角逐；而在看台大直路開端伸延的一邊，則供1000米至1200米的直路賽事使用。
泥地跑道的圈長1750米，闊約25米，看台大直路則達400米；而由對面直路開端伸延的輔助跑道，以一個輕微的彎角連接著泥地跑圈，供1400米至1600米的途程角逐。以2010年啟用至2014年期間為膠沙地跑道，由於馬場地勢平坦，而彎道則略為偏急，對膠沙地賽道大外檔推進馬匹形勢較為不利，膠沙地的1200及1800米賽事排外檔起步者形勢會較吃虧。馬匹於膠沙跑道競跑時踢起的泥頭，較北美洲賽馬場地的傳統泥地為少，而前領馬跑草地的優勢較跑泥地的為低。在2014年，此跑圈起掉原本的膠沙地物料，重鋪傳統泥地，跑道偏差亦即見明顯，大利前速快馬。

## 主要賽事

### 杜拜世界盃賽馬日
| 賽事名稱           | 級別  | 賽道 | 途程   | 參賽條件                                           |
| ------------------ | ----- | ---- | ------ | -------------------------------------------------- |
| 杜拜嘉希拿經典錦標 | G1 PA | 泥地 | 2000米 | 5歲或以上阿拉伯馬                                  |
| 高多芬一哩賽       | G2    | 泥地 | 1600米 | 4歲或以上北半球產純種馬 及 3歲或以上南半球產純種馬 |
| 杜拜金盃           | G2    | 草地 | 3200米 | 4歲或以上北半球產純種馬 及 3歲或以上南半球產純種馬 |
| 阿喬斯短途錦標     | G1    | 草地 | 1200米 | 3歲或以上純種馬                                    |
| 阿聯酋打吡         | G2    | 泥地 | 1900米 | 3歲純種馬                                          |
| 杜拜金莎軒錦標     | G1    | 泥地 | 1200米 | 3歲或以上純種馬                                    |
| 杜拜草地大賽       | G1    | 草地 | 1800米 | 4歲或以上北半球產純種馬 及 3歲或以上南半球產純種馬 |
| 杜拜司馬經典賽     | G1    | 草地 | 2410米 | 4歲或以上北半球產純種馬 及 3歲或以上南半球產純種馬 |
| 杜拜世界盃         | G1    | 泥地 | 2000米 | 4歲或以上北半球產純種馬 及 3歲或以上南半球產純種馬 |

### 時尚星期五賽馬日
| 賽事名稱     | 級別 | 賽道 | 途程   | 參賽條件                                           |
| ------------ | ---- | ---- | ------ | -------------------------------------------------- |
| 麥通挑戰賽   | G1   | 泥地 | 1900米 | 4歲或以上北半球產純種馬 及 3歲或以上南半球產純種馬 |
| 傑貝哈特錦標 | G1   | 草地 | 1800米 | 4歲或以上北半球產純種馬 及 3歲或以上南半球產純種馬 |

## 資料來源
1. ↑  . emiratesracing.com.   [2022-04-21]. （原始内容存档于2022-01-28）.
2. ↑  Leslie Wilson Jr; Aya Lowe. . Gulf News. December 15, 2009  [2011-03-18]. （原始内容存档于2014-09-21）.
3. ↑  美丹馬場簡介 的存檔，存档日期2011-03-05. 香港賽馬會
4. ↑  杜拜美丹馬場 草地跑道闊長啱後上 （页面存档备份，存于） 壹蘋果馬網

## 外部連結
- 美丹馬場
- 美丹城
- 阿聯酋賽馬會 （页面存档备份，存于）
- 杜拜賽馬會 （页面存档备份，存于）